# Calappidae
Famille
Les Calappidae sont une famille de crabes. Elle comprend plus de 80 espèces actuelles et près de 70 fossiles.

## Liste des genres
| Selon World Register of Marine Species (8 mars 2015) : ___ - genre Acanthocarpus Stimpson, 1871 - genre Calappa Weber, 1795 - genre Calappula Galil, 1997 - genre Cryptosoma Brullé, 1837 - genre Cycloes De Haan, 1837 - genre Cyclozodion Williams & Child, 1989 - genre Mursia Desmarest, 1823 - genre Paracyclois Miers, 1886 - genre Platymera H. Milne Edwards, 1837 | Liste des genres fossiles selon Paleobiology Database (8 mars 2015) : - †Calappella Rathbun, 1919 - †Calappilia A. Milne-Edwards, 1873 - †Mursilata Hu & Tao, 1996 - †Mursilia Rathbun, 1918 - †Mursiopsis Ristori, 1889 - †Stenodromia A. Milne-Edwards, 1873 - †Tutus Collins, Portell & Donovan, 2009 |

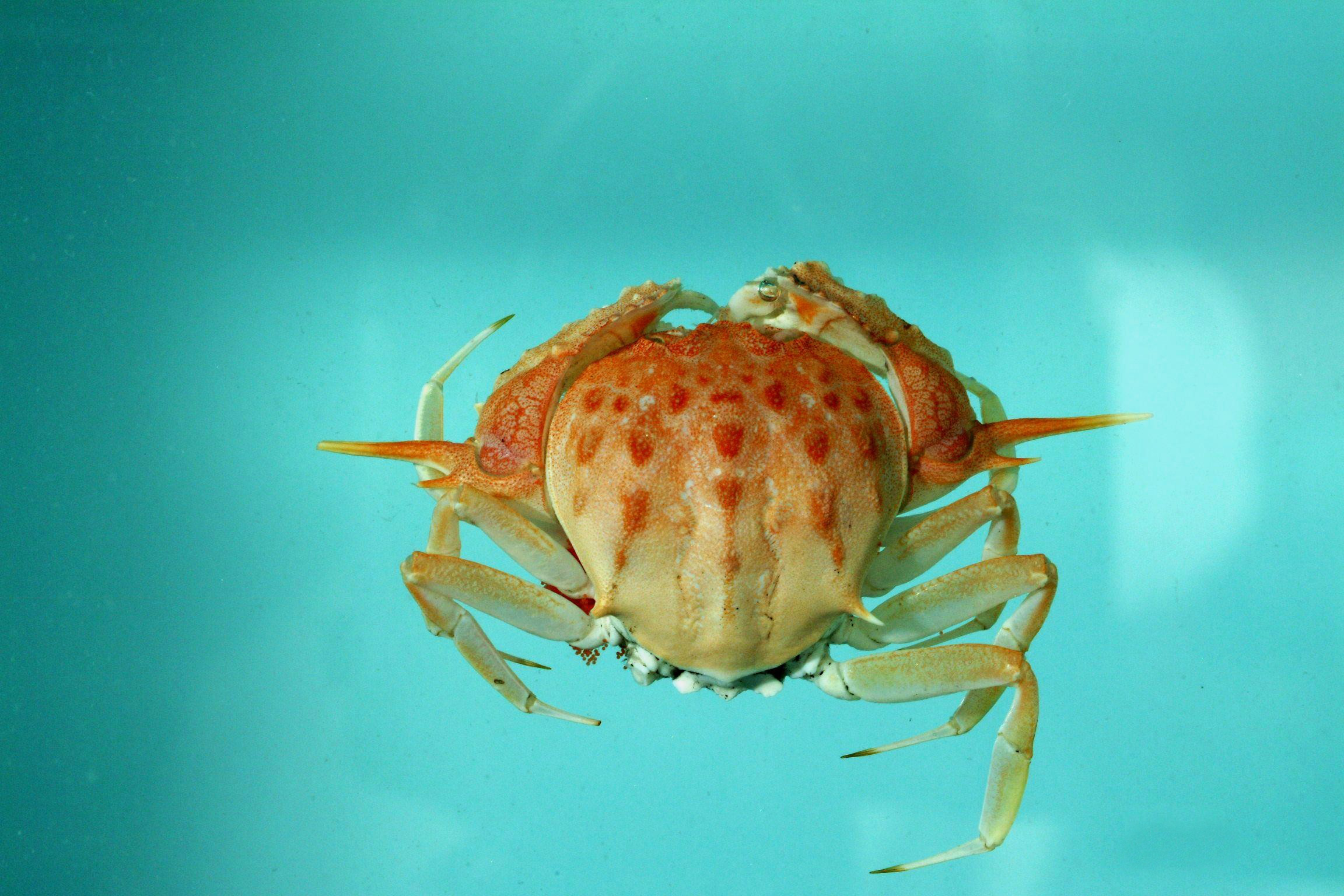
Acanthocarpus alexandri
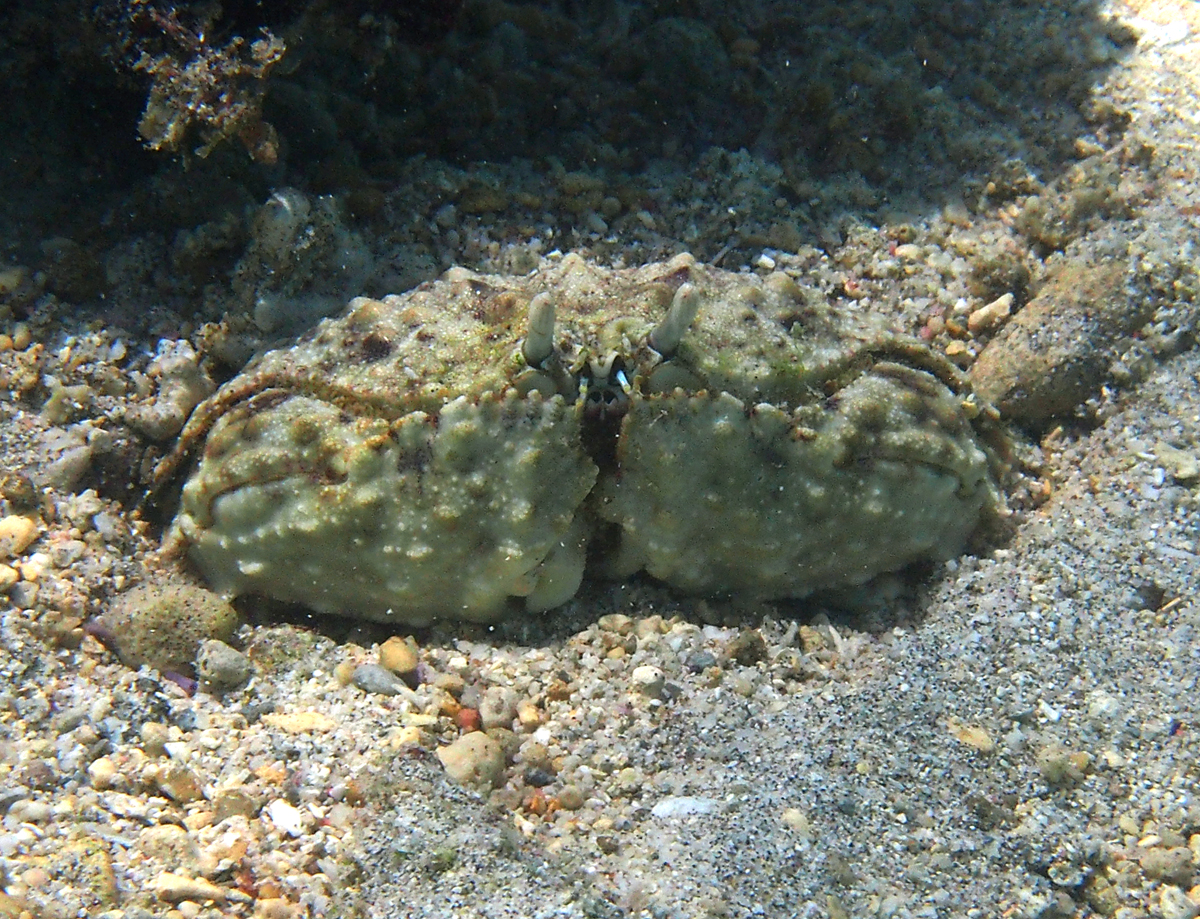
Calappa hepatica
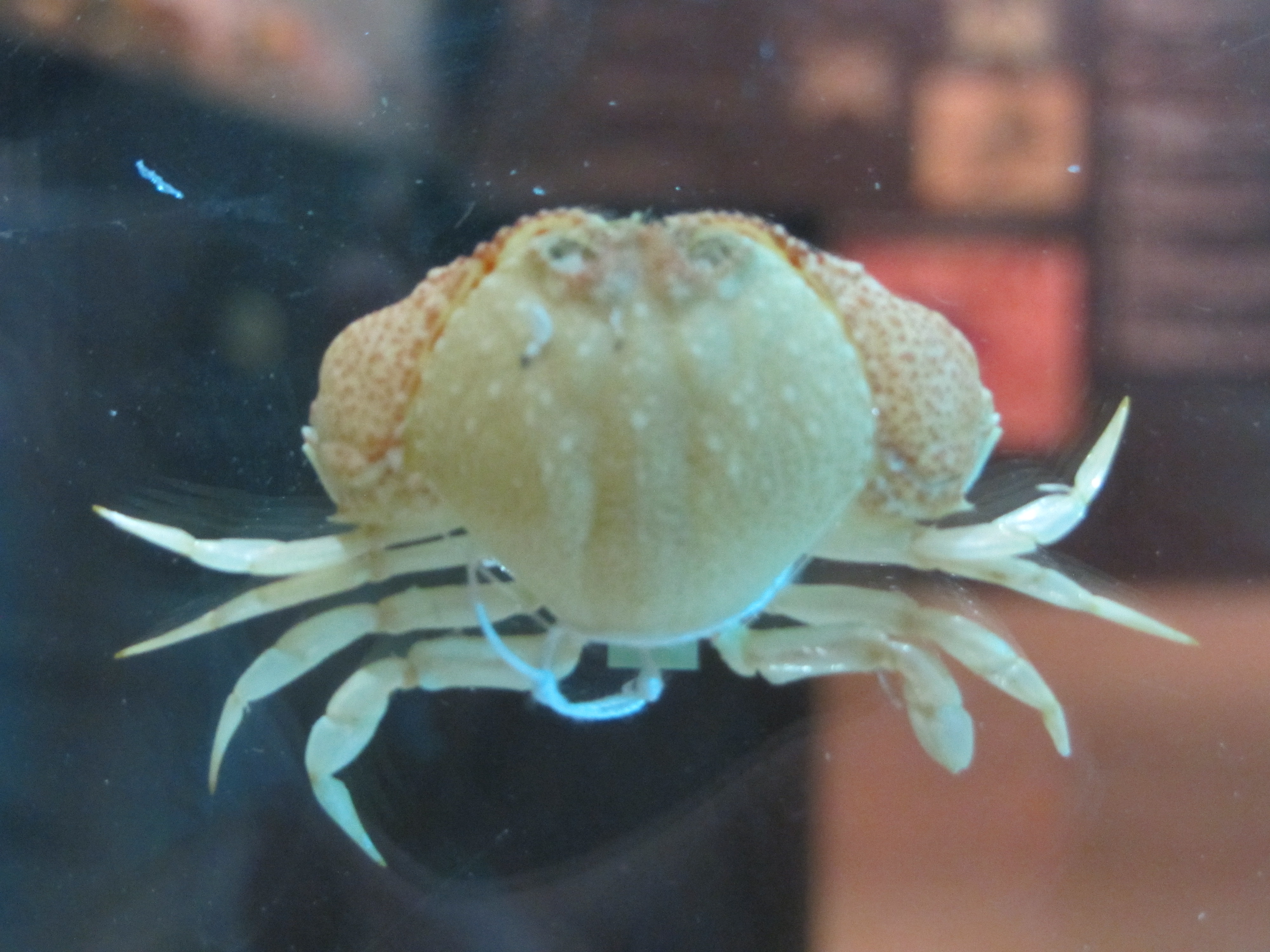
Cycloes granulosa
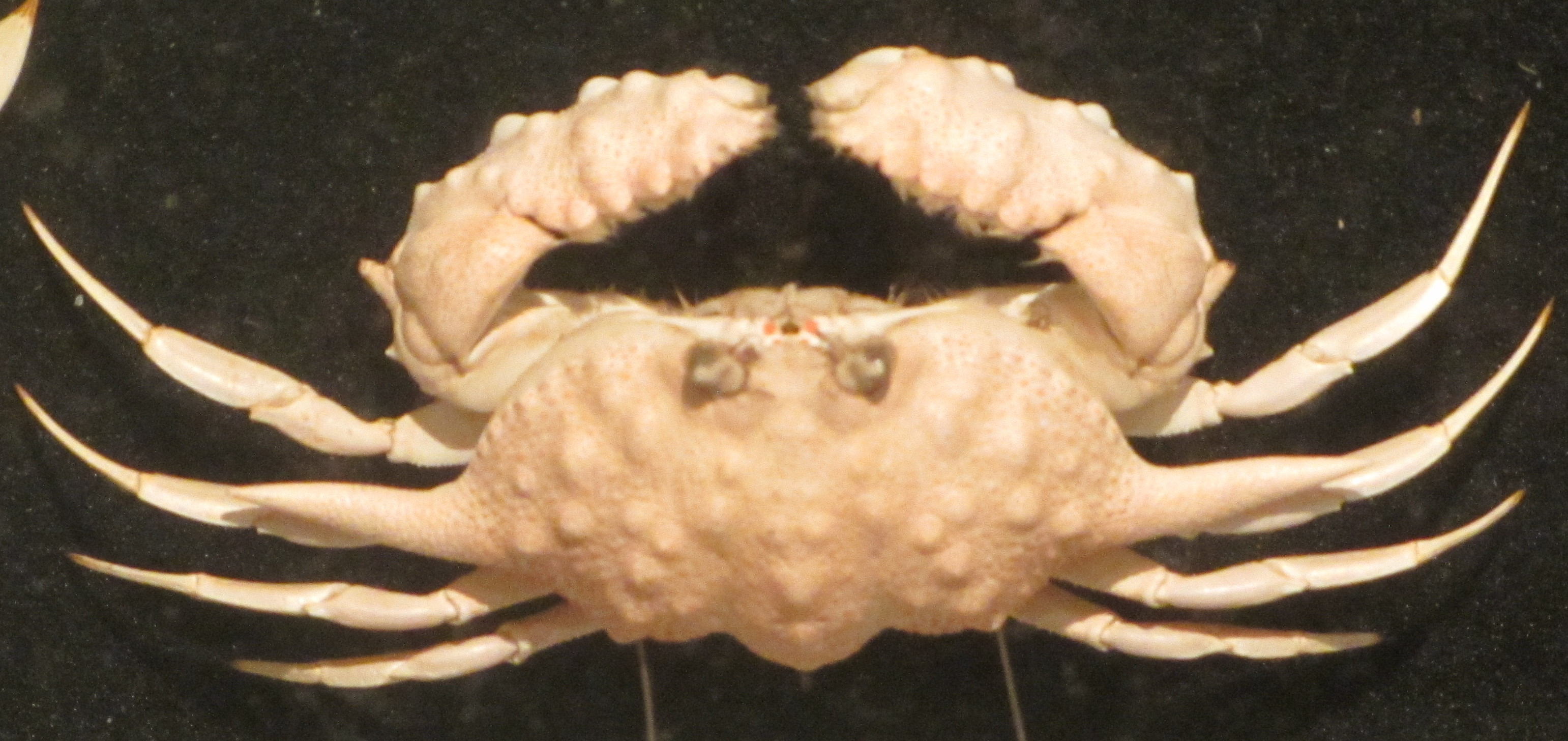
Mursia armata

## Référence
- de Haan, 1833 : Crustacea. Fauna Japonica sive Descriptio Animalium, Quae in Itinere per Japoniam, Jussu et Auspiciis Superiorum, qui Summum in India Batava Imperium Tenent, Suscepto, Annis 1823–1830 Collegit, Noitis, Observationibus et Adumbrationibus Illustravit. Leiden, Lugduni-Batavorum.  p. 1–243.